# Virtus Volley Fano 2024-2025
Questa voce raccoglie le informazioni riguardanti la Virtus Volley Fano nelle competizioni ufficiali della stagione 2024-2025.

## Stagione
Nella stagione 2024-25 la Virtus Volley Fano assume la denominazione sponsorizzata di Smartsystem Essence Hotels Fano.
Partecipa per la decima volta al campionato di Serie A2 classificandosi nona al termine della regular season.
La posizione in regular season consente al club di accedere anche alla Coppa Italia di Serie A2, dove viene eliminata ai quarti di finale dal Cuneo.

## Organigramma societario
Area direttiva
- Presidente: Emidio Cennerilli
- Direttore sportivo: Mattia Brunetti
- Team manager: Fabio Guescini
- Segreteria generale: Annalisa Cornacchini

Area tecnica
- Allenatore: Vincenzo Mastrangelo
- Allenatore in seconda: Michael Angeletti
- Assistente allenatore: Simone Roscini

Area comunicazione
- Addetto stampa: Roberto Bevilacqua
- Relazioni esterne: Alessandro Leonelli
- Social media manager: Lorenzo Masato
- Fotografo ufficiale: Paolo Magnanelli

Area sanitaria
- Preparatore atletico: Mattia Rossi
- Fisioterapista: Elio Burini, Valerio Pietropoli

## Rosa
| N° | Nome                | Ruolo | Data di nascita   | Nazionalità sportiva |
| -- | ------------------- | ----- | ----------------- | -------------------- |
| 2  | Manuel Coscione     | P     | 29 gennaio 1980   | Italia               |
| 3  | Jacopo Rizzi        | L     | 19 novembre 2004  | Italia               |
| 4  | Pietro Merlo        | S     | 21 giugno 1999    | Italia               |
| 5  | Federico Roberti    | S     | 19 marzo 2004     | Italia               |
| 6  | Mattia Raffa        | L     | 4 giugno 1996     | Italia               |
| 7  | Tommaso Mandoloni   | P     | 11 luglio 1998    | Italia               |
| 8  | Jan Klobučar        | S     | 11 dicembre 1992  | Slovenia             |
| 9  | Davide Magnanelli   | C     | 25 ottobre 2003   | Italia               |
| 11 | Giacomo Sorcinelli  | S     | 4 gennaio 2005    | Italia               |
| 12 | Matteo Coccia       | O     | 29 settembre 2004 | Italia               |
| 13 | Alessandro Acuti    | C     | 13 agosto 2000    | Italia               |
| 15 | Christoph Marks     | O     | 16 aprile 1997    | Germania             |
| 16 | Federico Compagnoni | C     | 18 gennaio 2003   | Italia               |
| 18 | Maksym Tonkonoh     | S     | 22 ottobre 2007   | Ucraina              |
| 23 | Stefano Mengozzi    | C     | 6 maggio 1985     | Italia               |

## Mercato
| Acquisti                               | Acquisti            | Acquisti          | Acquisti   |
| R.                                     | Nome                | da                | Modalità   |
| -------------------------------------- | ------------------- | ----------------- | ---------- |
| C                                      | Alessandro Acuti    | Emma Villas       | definitivo |
| O                                      | Matteo Coccia       | Montesi           | definitivo |
| C                                      | Federico Compagnoni | New Mater         | definitivo |
| P                                      | Manuel Coscione     | Lupi Santa Croce  | definitivo |
| S                                      | Jan Klobučar        | Kamnik            | definitivo |
| P                                      | Tommaso Mandoloni   | Laghezza          | definitivo |
| O                                      | Christoph Marks     | Tricolore         | definitivo |
| C                                      | Stefano Mengozzi    | Porto Robur Costa | definitivo |
| Trasferimenti nel corso della stagione |                     |                   |            |
| S                                      | Maksym Tonkonoh     | Bukovynka         | definitivo |

| Cessioni | Cessioni            | Cessioni               | Cessioni   |
| R.       | Nome                | a                      | Modalità   |
| -------- | ------------------- | ---------------------- | ---------- |
| S        | Hristijan Dimitrov  | Sarroch                | definitivo |
| C        | Leonardo Focosi     | Rinascita Lagonegro    | definitivo |
| C        | Pietro Galdenzi     | CUS Cagliari           | definitivo |
| L        | Luca Gori           | Libertas Osimo         | definitivo |
| C        | Gabriele Maletto    | Alessano               | definitivo |
| S        | Pietro Margutti     | Spike Devils           | definitivo |
| P        | Nicola Mazzon       | Sabaudia               | definitivo |
| S        | Peter Michalovič    | Floisvos Palaio Falīro | definitivo |
| P        | Pier Paolo Partenio | Tricolore              | definitivo |
| S        | Gianluca Uguccioni  | ?                      | ?          |

## Risultati

### Serie A2

#### Andata
| 1ª Giornata - 6 ottobre 2024 PalaDeAndré, Ravenna                    | Porto Robur Costa | 3 - 0 | Virtus Fano          | 25-20, 25-22, 25-20               |
| 2ª Giornata - 13 ottobre 2024 PalaAllende, Fano                      | Virtus Fano       | 3 - 1 | Macerata             | 19-25, 27-25, 25-22, 25-17        |
| 3ª Giornata - 20 ottobre 2024 Pala Francescucci, Casnate con Bernate | Libertas Brianza  | 3 - 1 | Virtus Fano          | 25-22, 25-21, 26-28, 25-18        |
| 4ª Giornata - 27 ottobre 2024 PalaAllende, Fano                      | Virtus Fano       | 3 - 2 | Cuneo                | 25-18, 13-25, 20-25, 32-30, 18-16 |
| 5ª Giornata - 30 ottobre 2024 Pala Santa Maria, Pineto               | Pineto            | 3 - 0 | Virtus Fano          | 38-36, 25-22, 25-19               |
| 6ª Giornata - 3 novembre 2024 PalaAllende, Fano                      | Virtus Fano       | 1 - 3 | Atlantide Brescia    | 20-25, 20-25, 25-21, 25-27        |
| 7ª Giornata - 10 novembre 2024 PalaBigi, Reggio nell'Emilia          | Tricolore         | 1 - 3 | Virtus Fano          | 17-25, 25-21, 21-25, 27-29        |
| 8ª Giornata - 17 novembre 2024 Palazzetto dello Sport, Porto Viro    | Porto Viro        | 3 - 0 | Virtus Fano          | 25-23, 25-21, 25-19               |
| 9ª Giornata - 24 novembre 2024 PalaAllende, Fano                     | Virtus Fano       | 3 - 0 | Franco Tigano        | 25-21, 25-23, 25-21               |
| 10ª Giornata - 2 dicembre 2024 PalaJacazzi, Aversa                   | Virtus Aversa     | 3 - 2 | Virtus Fano          | 25-21, 20-25, 27-25, 15-25, 15-7  |
| 11ª Giornata - 8 dicembre 2024 PalaAllende, Fano                     | Virtus Fano       | 3 - 1 | Saturnia Acicastello | 26-24, 28-26, 24-26, 25-20        |
| 12ª Giornata - 15 dicembre 2024 PalaAllende, Fano                    | Virtus Fano       | 3 - 0 | Emma Villas          | 30-28, 26-24, 25-23               |
| 13ª Giornata - 22 dicembre 2024 PalaPrata, Prata di Pordenone        | Prata             | 3 - 2 | Virtus Fano          | 25-27, 25-22, 25-20, 23-25, 15-11 |

#### Ritorno
| 14ª Giornata - 26 dicembre 2024 PalaAllende, Fano           | Virtus Fano          | 2 - 3 | Porto Robur Costa | 25-27, 25-18, 22-25, 33-31, 14-16 |
| 15ª Giornata - 29 dicembre 2024 PalaFontescodella, Macerata | Macerata             | 2 - 3 | Virtus Fano       | 28-30, 16-25, 27-25, 25-20, 12-15 |
| 16ª Giornata - 6 gennaio 2025 PalaAllende, Fano             | Virtus Fano          | 1 - 3 | Libertas Brianza  | 15-25, 25-12, 28-30, 23-25        |
| 17ª Giornata - 12 gennaio 2025 PalaCastagnaretta, Cuneo     | Cuneo                | 3 - 1 | Virtus Fano       | 25-20, 25-20, 23-25, 25-22        |
| 18ª Giornata - 19 gennaio 2025 PalaAllende, Fano            | Virtus Fano          | 1 - 3 | Pineto            | 25-21, 23-25, 22-25, 22-25        |
| 19ª Giornata - 26 gennaio 2025 PalaSanFilippo, Brescia      | Atlantide Brescia    | 3 - 0 | Virtus Fano       | 25-23, 25-20, 25-19               |
| 20ª Giornata - 2 febbraio 2025 PalaAllende, Fano            | Virtus Fano          | 3 - 2 | Tricolore         | 25-16, 21-25, 22-25, 25-23, 18-16 |
| 21ª Giornata - 9 febbraio 2025 PalaAllende, Fano            | Virtus Fano          | 3 - 1 | Porto Viro        | 22-25, 25-18, 25-22, 25-23        |
| 22ª Giornata - 16 febbraio 2025 PalaSurace, Palmi           | Franco Tigano        | 0 - 3 | Virtus Fano       | 20-25, 18-25, 23-25               |
| 23ª Giornata - 22 febbraio 2025 PalaAllende, Fano           | Virtus Fano          | 2 - 3 | Virtus Aversa     | 22-25, 25-20, 25-22, 24-26, 12-15 |
| 24ª Giornata - 1º marzo 2025 PalaCatania, Catania           | Saturnia Acicastello | 3 - 0 | Virtus Fano       | 28-26, 25-23, 26-24               |
| 25ª Giornata - 9 marzo 2025 PalaMensSana, Siena             | Emma Villas          | 3 - 0 | Virtus Fano       | 25-16, 25-20, 25-16               |
| 26ª Giornata - 16 marzo 2025 PalaAllende, Fano              | Virtus Fano          | 0 - 3 | Prata             | 22-25, 23-25, 17-25               |

### Coppa Italia di Serie A2
| Ottavi di finale (gara 1) - 6 aprile 2025 Pala Santa Maria, Pineto | Pineto      | 1 - 3 | Virtus Fano | 21-25, 22-25, 25-19, 27-29 |
| Ottavi di finale (gara 2) - 13 aprile 2025 PalaAllende, Fano       | Virtus Fano | 3 - 1 | Pineto      | 25-23, 25-23, 22-25, 25-21 |
| Quarti di finale - 1º maggio 2025 PalaCastagnaretta, Cuneo         | Cuneo       | 3 - 1 | Virtus Fano | 25-18, 25-20, 20-25, 25-22 |

## Statistiche

### Statistiche di squadra
| Competizione             | Punti | In casa | In casa | In casa | In trasferta | In trasferta | In trasferta | Totale | Totale | Totale |
| Competizione             | Punti | G       | V       | P       | G            | V            | P            | G      | V      | P      |
| ------------------------ | ----- | ------- | ------- | ------- | ------------ | ------------ | ------------ | ------ | ------ | ------ |
| Serie A2                 | 31    | 13      | 7       | 6       | 13           | 3            | 10           | 26     | 10     | 16     |
| Coppa Italia di Serie A2 |       | 1       | 1       | 0       | 2            | 1            | 1            | 3      | 2      | 1      |
| Totale                   | -     | 14      | 8       | 6       | 15           | 4            | 11           | 29     | 12     | 17     |

G = partite giocate; V = partite vinte; P = partite perse 

### Statistiche dei giocatori
| Giocatore     | Serie A2 | Serie A2 | Serie A2 | Serie A2 | Serie A2 | Coppa Italia di Serie A2 | Coppa Italia di Serie A2 | Coppa Italia di Serie A2 | Coppa Italia di Serie A2 | Coppa Italia di Serie A2 | Totale | Totale | Totale | Totale | Totale |
| Giocatore     | P        | PT       | AV       | MV       | BV       | P                        | PT                       | AV                       | MV                       | BV                       | P      | PT     | AV     | MV     | BV     |
| ------------- | -------- | -------- | -------- | -------- | -------- | ------------------------ | ------------------------ | ------------------------ | ------------------------ | ------------------------ | ------ | ------ | ------ | ------ | ------ |
| A. Acuti      | 20       | 98       | 70       | 26       | 2        | 3                        | 14                       | 9                        | 5                        | 0                        | 23     | 112    | 79     | 31     | 2      |
| M. Coccia     | 0        | 0        | 0        | 0        | 0        | -                        | -                        | -                        | -                        | -                        | 0      | 0      | 0      | 0      | 0      |
| F. Compagnoni | 23       | 50       | 30       | 18       | 2        | 3                        | 3                        | 2                        | 1                        | 0                        | 26     | 53     | 32     | 19     | 2      |
| M. Coscione   | 26       | 37       | 4        | 26       | 7        | 3                        | 2                        | 1                        | 0                        | 1                        | 29     | 39     | 5      | 26     | 8      |
| J. Klobučar   | 23       | 94       | 79       | 12       | 3        | 3                        | 54                       | 50                       | 2                        | 2                        | 26     | 148    | 129    | 14     | 5      |
| D. Magnanelli | 3        | 0        | 0        | 0        | 0        | 0                        | 0                        | 0                        | 0                        | 0                        | 3      | 0      | 0      | 0      | 0      |
| T. Mandoloni  | 26       | 10       | 0        | 0        | 10       | 3                        | 1                        | 1                        | 0                        | 0                        | 29     | 11     | 1      | 0      | 10     |
| C. Marks      | 23       | 380      | 324      | 22       | 34       | 3                        | 60                       | 50                       | 4                        | 6                        | 26     | 440    | 374    | 26     | 40     |
| S. Mengozzi   | 26       | 204      | 125      | 77       | 2        | 3                        | 22                       | 11                       | 11                       | 0                        | 29     | 226    | 136    | 88     | 2      |
| P. Merlo      | 26       | 295      | 246      | 19       | 30       | 3                        | 37                       | 28                       | 2                        | 7                        | 29     | 332    | 274    | 21     | 37     |
| M. Raffa      | 26       | 0        | 0        | 0        | 0        | 3                        | 0                        | 0                        | 0                        | 0                        | 29     | 0      | 0      | 0      | 0      |
| J. Rizzi      | 16       | 4        | 0        | 0        | 4        | 3                        | 1                        | 0                        | 0                        | 1                        | 19     | 5      | 0      | 0      | 5      |
| F. Roberti    | 26       | 390      | 315      | 35       | 40       | 1                        | 7                        | 7                        | 0                        | 0                        | 27     | 397    | 322    | 35     | 40     |
| G. Sorcinelli | 1        | 0        | 0        | 0        | 0        | 0                        | 0                        | 0                        | 0                        | 0                        | 1      | 0      | 0      | 0      | 0      |
| M. Tonkonoh   | 15       | 88       | 71       | 13       | 4        | 3                        | 4                        | 3                        | 1                        | 0                        | 18     | 92     | 74     | 14     | 4      |

P = presenze; PT = punti totali; AV = attacchi vincenti; MV = muri vincenti; BV = battute vincenti